# Yannick van der Ark
Yannick van der Ark (Groningen, 12 april 1993) is een voormalig Nederlandse basketballer. 

## Carrière
Nadat van der Ark eerder in het onder-20 team van GasTerra Flames speelde, werd hij in 2010 officieel lid van de eerste selectie. Hij maakte deel uit van de selectie tijdens de landstitel in 2013–14 en NBB-Bekers in 2010–11 en 2013–14.

## Persoonlijk
Zijn vader, Albert van der Ark was eveneens basketballer.

## Erelijst
- Dutch Basketball League (1): 2014
- NBB-Beker (2): 2011, 2014

00 Sitton ·
1 Cunningham ·
8 Wall ·
5 Gipson ·
8 Dourisseau ·
11 Hammink ·
14 Koenis ·
15 Mast ·
21 Hoeve ·
30 Callahan ·
33 Pasalic ·
44 Slagter ·
Coach: Braal
· Assistent-coach: Van Veen
4 Slagter ·
5 Coleman ·
6 Van der Ark ·
7 Bouwknecht ·
8 Dourisseau ·
9 Osaikhwuwuomwan ·
11 Wright ·
12 Bekkering ·
13 Hof ·
14 Pryor ·
15 Koenis ·
21 Voorn ·
Coach: Skelin
· Assistent-coach: Mekel